# Ornithogalum khuzestanicum
Ornithogalum khuzestanicum ist eine Pflanzenart aus der Gattung der Milchsterne (Ornithogalum).

## Beschreibung
Ornithogalum khuzestanicum ist eine ausdauernde Pflanze, die Wuchshöhen von 60 bis 65 Zentimeter erreicht. Die Zwiebel ist eiförmig, 4,5 × 4,5 Zentimeter groß und bildet keine Tochterzwiebeln aus. Die äußeren Zwiebelhäute sind braun, die inneren sind weißlich und häutig. Der Schaft ist meist aufrecht, 22 bis 25, selten bis 30 Zentimeter hoch und unbehaart. Die 4 bis 5 Blätter sind ausgebreitet, lanzettlich, 27 bis 32 Zentimeter lang, 8 bis 10 Millimeter breit, länger als der Schaft, kürzer als der Blütenstand, flach oder leicht rinnig und sich zur Spitze hin verjüngend.
Der Blütenstand ist 40 bis 45 × 6 bis 7 Millimeter groß, 40- bis 60-blütig und dicht. Die Blütenstiele sind während der Blüte 12 bis 20 und während der Fruchtreife 25 bis 30 Millimeter lang. Sie sind länger als die Blütenhüllblätter. Die Tragblätter sind 17 bis 37 × 2 bis 3 Millimeter groß, lanzettlich, spitz und kürzer als die Blütenstiele. Die Blütenhüllblätter sind länglich-eiförmig, 15 bis 17 × 3 bis 3,5 Millimeter groß, milchig-weiß bis gelb auf der Innenseite und milchig-weiß mit schmalen dunkelgrünen, manchmal bräunlichen Rändern auf der Außenseite. Die Staubfäden sind 8 bis 8,5 × 1,8 bis 2,2 Millimeter groß. Die Staubbeutel sind 3 bis 3,5 Millimeter lang, gelb, linealisch und abgeflacht. Der Fruchtknoten ist 5 × 4 Millimeter groß, verkehrt-eiförmig und länger als die Griffel. Die Griffel sind 4 bis 4,5 Millimeter lang. Die Kapsel ist elliptisch-länglich und 7 bis 8 × 5 bis 6 Millimeter groß. Je Kapsel sind 6 bis 8 Samen vorhanden. Die Samen sind schwarz, an der Spitze stumpf und haben einen Durchmesser von 1,7 bis 3,7 Millimeter.

## Vorkommen
Die Art kommt in einem Tal in der iranischen Provinz Chuzestan in einer Höhenlage von 700 Metern vor.

## Systematik
Ornithogalum khuzestanicum wurde 2012 von F. Heidaryan, S. M. M. Hamdi & M. Assadi erstbeschrieben. Die Art wurde nach ihrem Fundort benannt, der iranischen Provinz Khuzestan. Innerhalb der Gattung wird sie in die Untergattung Beryllis (Salisb.) Baker gestellt. Ihre nächsten Verwandten sind Ornithogalum brachystachys und Ornithogalum arcuatum.

## Belege
- Fatemeh Heidaryan, Mostafa Assadi, Seyyed Mohommd Mehdi Hamdi, Taher Nejadsattari: Ornithogalum khuzestanicum (Hyacinthaceae), a new species from Iran. In: Iranian Journal of Botany. Band 18, Nr. 1, 2012, S. 47–54 (PDF-Datei).